# Anita Sands
Anita Sands (* 3. April 1942 in Los Angeles, Kalifornien, Vereinigte Staaten) ist eine US-amerikanische Schauspielerin. Ihre bekanntesten Rollen sind die der Willow Hoad in der Fernsehserie Bonanza und die der Marie Muskie in Wagon Train.

## Leben und Karriere
Anita Sands wurde 1942 in Los Angeles im Bundesstaat Kalifornien in den Vereinigten Staaten geboren. Ihre Karriere als Schauspielerin begann sie im Jahr 1959 mit dem Film The Diary of a High School Bride, wo sie gleich eine wichtige Rolle verkörperte. Schließlich trat sie vermehrt in bekannten Fernsehserien der damaligen Zeit auf, war jedoch meistens nur in wenigen Episoden zu sehen.
Ihre heute bekannteste Rolle spielte sie im Jahr 1961 in einer Folge der Fernsehserie Bonanza an der Seite von Pernell Roberts, Michael Landon, Dan Blocker und Lorne Greene. Ebenfalls im Jahr 1961 wirkte sie in fünf Episoden der Fernsehserie Ein Playboy hat's schwer mit und verkörperte schließlich 1962 die Rolle der Marie Muskie in einer Episode der Fernsehserie Wagon Train, was ebenfalls eine ihrer heute bekanntesten Auftritte ist.
Zuletzt war Anita Sands 1963 in einer Folge der Fernsehserie Meine drei Söhne zu sehen, danach zog sie sich endgültig aus dem Schauspielgeschäft zurück.

## Filmografie (Auswahl)
- 1959: The Diary of a High School Bride
- 1959: 77 Sunset Strip (Fernsehserie, 1 Folge)
- 1960: Surfside 6 (Fernsehserie, 1 Folge)
- 1960: Hawaiian Eye (Fernsehserie, 2 Folgen)
- 1960–1961: Maverick (Fernsehserie, 2 Folgen)
- 1961: Bonanza (Fernsehserie, 1 Folge)
- 1961: Cheyenne (Fernsehserie, 1 Folge)
- 1961: Kein Fall für FBI (The Detectives, Fernsehserie, 1 Folge)
- 1961: Polizeirevier 78 (87th Precinct, Fernsehserie, 1 Folge)
- 1961–1962: Am Fuß der blauen Berge (Laramie, Fernsehserie, 2 Folgen)
- 1962: Wagon Train (Fernsehserie, 1 Folge)
- 1963: Meine drei Söhne (My Three Sons, Fernsehserie, 1 Folge)